# Эрнандес, Хосе
Хосе́ Рафаэ́ль Эрна́ндес-и-Пуэйрредо́н (исп. José Rafael Hernández y Pueyrredón; 10 ноября 1834, Пуэйрредон, провинция Буэнос-Айрес — 26 октября 1886, Бельграно, пригород Буэнос-Айреса) — великий латиноамериканский поэт, талантливый журналист. Учредитель газеты «El Rio de la Plata». Эрнандес обессмертил образ ла-платского скитальца-гаучо в поэме «Гаучо Мартин Фьерро». Творческое наследие Хосе Эрнандеса является общим достоянием испаноязычных народов Ла-Платы — аргентинцев и уругвайцев.

## Биография

### Происхождение Хосе Эрнандеса

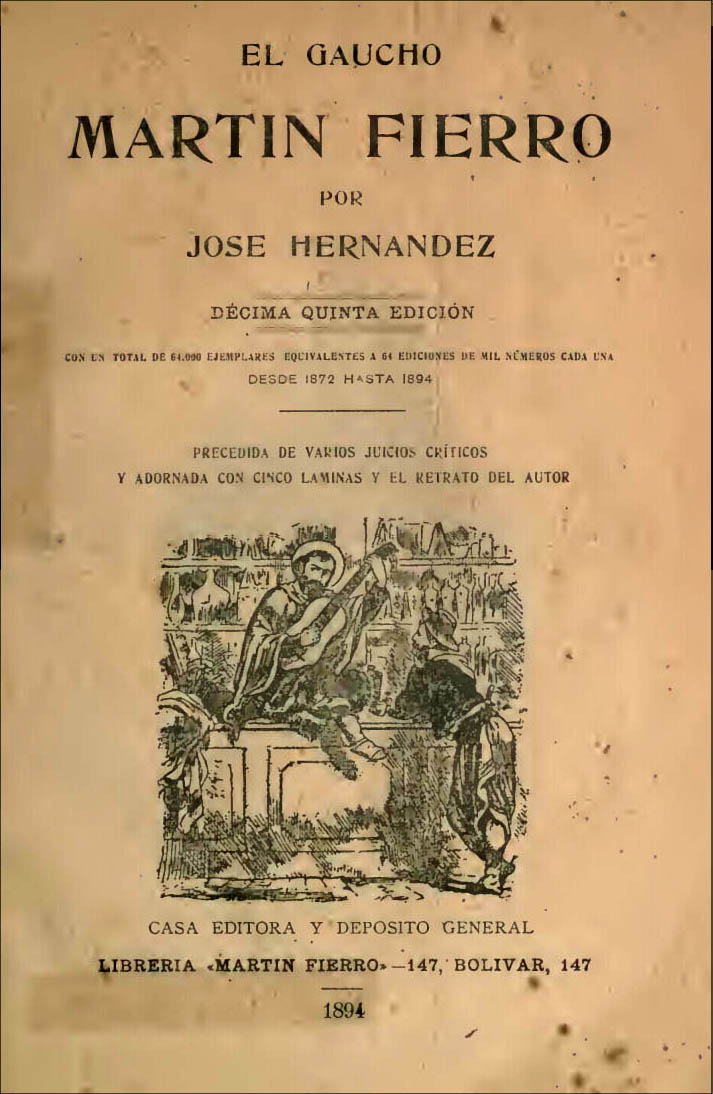
Martín Fierro. Одно из первых изданий великой поэмы

Хосе Рафаэль родился в нескольких милях от Буэнос-Айреса, в усадьбе Пуэйрредон, на подступах к аргентинской Пампе. Усадьба, где родился поэт, являлась собственностью его тёти Виктории Пуэйрредон. Родителями Хосе Рафаэля были Рафаэль Эрнандес и Исабель де Пуэйрредон, племянница бывшего главы государства Хуана Мартина де Пуэйрредон. Хосе Рафаэль имел брата Рафаэля и сестру Магдалену. Был двоюродным братом художника и архитектора Прилидьяно Пуэйрредона и внучатым племянником вышеупомянутого Хуана Мартина де Пуэйрредон. Следует подчеркнуть, что Пуэйрредоны были «унитариями» (сторонниками экономического доминирования провинции Буэнос-Айрес), в то время как Эрнандесы сражались на стороне «федералистов» (сторонников федерального устройства государства на основе экономического равноправия провинций). Известно, что в жилах Хосе Рафаэля Эрнандеса-и-Пуэйрредона смешались испанская, ирландская и французская кровь.

### Раннее детство
Крестили Хосе Рафаэля 27 июля 1835 года в Церкви Милости Божьей Матери (которая в то время была известна как «Северный Собор»). Его родители имели обыкновение проживать в усадьбах на юге провинции Буэнос-Айрес — и оставляли ребёнка на попечение тети Виктории, которую он звал «Мама Тото». Когда по политическим соображениям тетя должна была эмигрировать, он остался под присмотром деда по отцу Хосе Грегорио Эрнандес-Плата. Хосе Грегорио был «эстременьо» — уроженцем испанской провинции Эстремадура. В 1790 году коммерсант Хосе Грегорио Эрнандес-Плата осел в Буэнос Айресе.
В четыре года Хосе уже умел читать и писать. Учился Хосе в лицее соседнего района Сан-Тельмо, посещая в 1841—1845 годах уроки чтения и письма, христианской веры, истории древней, римской и испанской, арифметики, рисунка и грамматики. В 1845 году добавились курсы французского, геометрии и географии, без дополнительной оплаты (после проверки способностей и поведения). В 1842 году умер Хосе Грегорио. Ребёнок очень тяжело перенёс смерть деда. В следующем, 1843 году Хосе Рафаэль потерял мать.

### Эрнандес и Артигас: исторические параллели
Юный Эрнандес страдал заболеванием легких, обострившимся после нервных потрясений — и по предписанию медиков ребёнок должен был сменить климат. Это заставило Хосе в 1846 году оставить учёбу. Не достигший ещё и двенадцати лет, он был отправлен в степные районы провинции Буэнос-Айрес, в фамильное гнездо, которое ему предстояло наследовать, недалеко от «границы» (промежуточной зоны между этническими мирами индейцев и испано-креолов). Здесь будущий поэт близко соприкоснулся с миром гаучо, и этот момент стал поворотным в его жизни — также как и в жизни другого великого латиноамериканца: Хосе Хервасио Артигаса.
В 1776 году (как и Эрнандес, 12-ти лет от роду) Хосе Артигас перебрался из родного Монтевидео в сельскую местность и стал работать на фермах, принадлежавших родителям. Вскоре у городского мальчика завязалась дружба с лихими пастухами-гаучо. Артигас успешно овладел и метанием лассо, и работой с боевым ножом, а странствующие певцы-пайядоры научили его неплохо играть на гитаре… Европейские биографы Артигаса обычно утверждают, что получивший признание и самореализовавшийся среди гаучо Хосе Артигас по происхождению своему был «не гаучо»: он — «кровный испанец» (как писал, в частности, русский дипломат А. С. Ионин). Дескать, они, гаучо — испано-индейские метисы; а он — горожанин из интеллигентной семьи; гаучо же представляли собой этносоциальную группу американских номадов, «кочующих мясников»… Однако, уругвайская историография (новейшая — в особенности) подчёркивает, что Артигас был лидером Нации Гаучо (Artigas era el lider de la Nación Gaucha). Ибо, как утверждает уругвайская историография, предками гаучо по мужской линии были гуанчи, переселившиеся в 1724-30 годах в район Монтевидео. Часть гуанчей обосновалась в самом городе — где они вскоре породнились с арагонцами Артигасами. А большинство включилось в процесс колонизации ла-платской Пампы И таким образом, Артигас, потомок «столичных гуанчей», попал не в чуждую ему, но в родную по крови среду — и прославился в этой среде!

### «Я сын гаучо»
Что касается Хосе Рафаэля Эрнандеса, то наблюдая за животноводческими работами, исполнявшимися гаучо в отцовском имении и в усадьбах Росаса (которыми управлял его отец), подросток и сам начал участвовать в этих работах, усваивая стиль жизни гаучо, присущий им язык и правила поведения. Бывали иногда и стычки с «нашими соотечественниками индейцами», в которых Хосе-Рафаэль также принимал участие. Всё это было так непохоже на жизнь Буэнос-Айреса и его предместий… Юный Эрнандес, принадлежавший к высокому социальному слою местных землевладельцев, знакомый с документами финансооборота, теперь познавал заботы и обычаи земледельцев и номадов; а параллельно — занимался самообразованием, поглощая книги из семейной библиотеки. Таких людей зовут «самоучками» те, кто затвердил только учебные программы… Динамичный и многогранный сельский мир встретил в лице подростка умного и жадного наблюдателя — способного, однако, держать дистанцию, дабы не быть поглощенным полностью этим миром (в соответствии с семейными инструкциями и привилегиями). Но в то же время Хосе ощутил своё единство с действующими лицами этого мира, его этническими группами, начал сопереживать им. В трудовом процессе юноша должен был решать их проблемы работников и компаньонов с позиций зрелого мужа, учитывающих интересы персональные и семейные…
И многоголосый сельский мир принял его:
- В интенсивный поток имущества, известий, личностей, в установление сложных и разнообразных социальных и политических связей, и не просто взаимоотношений господства и подчинения, а ещё и коммерческих отношений, вплоть до выяснений кражи скота;
- В хитроумное развитие стратегий, соответствующих интересам партнёрства в экономике и производстве как внутри, так и на границах проживания различных этносов;
- В разные формы владения и захвата земель, торговлю землей и её юридическое оформление, а также связанную с этим конфронтацию интересов;
- В близкое присутствие далеких иностранных интересов, враждебных установке на самообеспечение этих провинциальных земель и возможность отвергать это иностранное присутствие, согласно распоряжениям правительства;
- В разнообразие полевых и животноводческих работ, составляющих простую жизнь крестьянина;
- В манеры и центры совместного проживания этносов, их культурных и идеологических вариаций;
- В умение устанавливать взаимоотношения на границе этносов;
- В религию, особенности и обыкновения повседневной жизни, в досуг и праздники;
- В интригу взаимоотношений этносов, полов, поколений;
- В открытость социальной жизни либо по принуждению, либо в поиске новых путей.

В конце концов, Хосе-Рафаэль научился «ходить по полю». Но не только в качестве «хозяина». Хосе-Рафаэль трудился и отдыхал вместе с гаучо: их идеалы стали его идеалами, их полукочевая жизнь — его образом жизни. Он носил широкополую шляпу, отделанные бахромой брюки и плащ-пончо, заменявший ему ночью одеяло. Хосе Эрнандес одинаково хорошо владел и лассо, и шарами-болас, и боевым ножом, и искусством игры на гитаре (а впоследствии — отлично овладел пером). Во времена Эрнандесовой юности, гаучо уже не был гордым «королём Пампы», — но ещё не стал тем гонимым социальным парией, в какого позднее превратили его Буэнос-Айресские политиканы-плутократы… Эрнандес напишет много позже, в 1881 году: 
После ассимиляции, если не по рождению, я сын гаучо, брат гаучо, и сам гаучо. Прожил годы в полевых лагерях гаучо, в пустынях и лесах, видя как они страдают, сражаются и умирают: самоотверженные, терпеливые, скромные, бескорыстные и героические.
 Итак, будучи, в отличие от Артигаса, «не гаучо» по крови, Эрнандес стал истинным гаучо по духу. Сопереживал, входил в положение других, и его перо заявляло, что рубцы и шрамы других гаучо болят как свои. Именно благодаря приобретенному в отрочестве чувству равенства и сострадания к работнику, Хосе Эрнандес всю жизнь отстаивал позицию экономического равноправия центральной и всех остальных провинций. Чуждой ему была и опора на иностранцев, стремившихся получать сырье на правах местных производителей и торговать без налогов.
В 1-й половине XIX века большинство аргентинских гаучо поддерживало партию федералистов и её удачливого вождя Хуана Мануэля Росаса. До Росаса и при нём, гаучо был свободным человеком, проводившим жизнь в седле среди полудиких стад. Когда в 1852 году к власти пришли противники Хуана Росаса и начали претворять в жизнь свою программу, в которой развитие сельского хозяйства Аргентины основывалось на политике массовой иммиграции, положение гаучо изменилось к худшему. Слишком бедный, чтобы купить землю, гаучо скитался по стране, а закон против бродяг превратил его в постоянного правонарушителя. Гаучо стал жертвой деспотизма: шерифы, судьи, полицейские — все стали преследовать, грабить его, бросать в тюрьмы или посылать в так называемые пограничные отряды этого сына свободы…

### Под знамёнами Буэнос-Айреса: Эрнандесы против Уркисы
Детство Эрнандеса закончилось одновременно с поражением генерал-капитана Росаса в битве при Касеросе с войсками энтрерианского губернатора Хусто Уркисы (февраль 1852 г.). Росас эмигрировал в Англию. В мае 1852 года Уркиса, поддержанный губернаторами других провинций, стал временным правителем Аргентинской конфедерации. Кабинет Уркисы конфисковал имения Росаса… Однако, 11 сентября 1852 года в провинции Буэнос-Айрес вспыхнуло восстание против Хусто Уркисы и его приверженцев. Возглавил победоносное восстание реэмигрант Бартоломе Митре. Провинция Буэнос-Айрес вышла из состава Аргентины, а Митре занял ключевые должности в провинциальной администрации, сделавшись одновременно
- депутатом законодательного собрания,
- военным министром
- и министром иностранных дел.

И хотя Бартоломе Митре был закоренелым «унитарием», — Рафаэль Эрнандес взял его сторону, руководствуясь принципом: «Враг моего врага — мой друг!»… Уже в 1853 году Хосе-Рафаэль был в Буэнос-Айресе, его жизнь вступила в новую фазу. Вслед за отцом, Хосе-Рафаэль Эрнандес записался в ополчение Государства Буэнос-Айрес… В том же 1853 году про-Уркисовская Конституционная ассамблея приняла новую Конституцию Аргентины. В соответствии с новой конституцией, Уркиса вступил в должность президента в марте 1854 года… В 1854 же году Буэнос-Айресское ополчение было разбито в битве при Сан-Грегорио. Однако, вскоре обстоятельства изменились. И, будучи лейтенантом армии Государства Буэнос-Айрес, Хосе Эрнандес принял участие в победоносном сражении в местечке Тала (Уругвай).
В 1856 году, вскоре после последней тщетной попытки Хиларио Лагоса присоединить Буэнос-Айрес к Аргентинской Конфедерации, Хосе-Рафаэль Эрнандес начал карьеру журналиста в газете «La Reforma Pacífica». Был принят в Федеральную Реформистскую Партию, которая поддерживала вхождение Буэнос-Айреса в Конфедерацию. Членов этой партии прозвали «чупандино» (чупар — посасывать) за предположительную привязанность к выпивке. Приверженцев противоположных взглядов называли, в свою очередь, «компанейцами» (пандижерос), поскольку те всегда ходили группами. В июне 1857 года ушёл из жизни дон Рафаэль Эрнандес. В заключении о смерти отца было сказано, что его убила молния, когда он догонял войско в своём имении на территории Буэнос-Айреса…
В 1858 году, после дуэли Хосе с руководителем противоположной политической партии, его заставили уйти из армии Буэнос-Айреса, а также из Национальной Администрации. Теперь ни служба, ни обязательства перед отцом уже не удерживали Эрнандеса в «Байресе».

### Под знамёнами Уркисы
Хосе Рафаэль переехал в Парану, столицу провинции Энтре-Риос, чтобы всецело посвятить себя журналистике. Однако, в 1859 году вспыхнула война между Буэнос-Айресом и Аргентиной. Эрнандес участвовал в битве на реке Сепеда за присоединение Государства Буэнос-Айрес к Конфедерации, под командованием бывшего врага своей семьи — генерала Хусто Уркисы (октябрь 1859 г.). На сей раз Уркиса разгромил буэнос-айресские войска, которыми командовал Митре. Буэнос-Айрес был принуждён вернуться в состав конфедерации, присоединение было оформлено юридически.

В 1859 или 1860 году, там же, в Паране, Эрнандес вступает в Социалистический Клуб Аргентины. После битвы при Сепеде он работал стенографистом в Национальном Конгрессе Параны, которая была также столицей Конфедерации. В 1861 году вступил в масонскую ложу «Asilo de Litoral» и вплоть до 1862 года был её секретарем. В 1861 г. Эрнандес был назначен секретарем генерала Хуана-Эстебана Педернера, вице-президента Конфедерации, под управлением президента Сантьяго Дерки. Во время проживания в Паране Эрнандес регулярно публиковался в газете «El Nacional Argentino». С 22 сентября 1858 года в газете начали появляться статьи за подписью «Винча». Использование псевдонима объяснялось тем, что автор имел доступ к государственным документам. Всего опубликовал восемнадцать статей, из которых выделяется одна, где было сказано: 
Политическое объединение с Буэнос-Айресом осуществлено Пактами от 11 ноября и 6 июня, административная и управленческая независимость осуществится очень быстро. Для Республики открывается новая эра, эпоха мира, прогресса, торговой активности и развития морального и материального. Для осуществления этих ожиданий, для исполнения обещаний, данных президентом, существует основное и необходимое условие: стабильность институтов власти, уважение и подчинение власти исполнительной, которая отвечает за пути развития страны, ведет её к счастью по дороге, прочерченной законом.
 Эрнандес поддерживал позицию Дерки — позицию интеграции страны, ожидая от её объединения истинного мира и прогресса.

Однако, победа Конфедерации была краткосрочной и зыбкой, благодаря экономическому превосходству Буэнос-Айреса. И для ликвидации возникшей неопределенности потребовалась новая битва, которая произошла на реке Павон (юг провинции Санта-Фе), в сентябре 1861 года. Здесь Уркиса встретил армию Буэнос-Айреса, которую вновь возглавил Митре. Хосе Эрнандес вновь сражался под флагами Уркисы. Брат его, Рафаэль, часто участвовал в боях вместе с ним. По всеобщему мнению, Уркиса предал свои полки. Командуя центром фронта, Уркиса ухитрился «не заметить» победы своей кавалерии на флангах. И видя, как распадается сопротивление центра, которым он руководил и где находились менее обученные войска, — Уркиса покинул поле боя. Необычное решение Уркисы оставило открытое поле войску Буэнос-Айреса. Бартоломе Митре решил укрепить позиции и двинуться далее вглубь провинции Санта-Фе. 4 октября он уже был в городе Росарио… Эрнандес разорвал отношения с Уркисой, отправив ему гневное послание : 
Никогда не были Эрнандесы предателями. В последние годы, которые не были для нас усыпаны розами, я мог бы искать прибежища на противоположной стороне, но никто и никогда не видел меня колеблющимся в политических убеждениях, или покидающим своих единомышленников, или опустившим руки в сражении, или просящим у врагов пощады. Не будет, наверное, ни одного врага, который понадеялся бы на мое отступничество от идеалов отца.
Понимая, что страна захвачена, Дерки отрекся и укрылся в Монтевидео; несколькими неделями позже вице-президент Педернера объявил несостоятельным Национальное Правительство. Именно таким образом осуществилось возвращение Буэнос-Айреса в Конфедерацию, с условиями, предложенными столичной провинцией. Ибо Митре после победы при Павоне получил серьёзные уступки от армейских кругов, добившись, прежде всего, поправок к конституции 1853 года. Буэнос-Айрес обеспечил себе получение процента с таможенных поступлений в течение пяти лет. Митре упразднил Государство Буэнос-Айрес, включив его как провинцию в состав Республики Аргентина. Впоследствии историк Митре нарёк поправки губернатора Митре — Конституционной реформой 60-х годов.

### Боевая журналистика Эрнандеса
Несмотря на победу унитариев, Эрнандес не падает духом — и продолжает проповедовать федерализм в оппозиционной газете «El Litoral», издаваемой в Паране его другом Эваристо Карьего. Сотрудничество Эрнандеса с этим изданием относится к 1862 году. С середины июля до середины августа появляются предупреждения Эрнандесу от имени ревизора по банкротствам — судя по всему, инициированные властью… 14 августа 1862 года Эрнандес подписал своими инициалами J. H. две статьи, которые появились в колонке издателя. Одна — по поводу грабежа на парагвайском пароходе. Вторая — «Обзор газет» — включала комментарии новостей, прибывающих на пароходе «Долорситас», которые говорили о проектах федерализации Буэнос-Айреса (то есть о превращении его в столицу всей федерации, а не только провинции Буэнос-Айрес), о подавлении революции в провинции Катамарка, о ситуации в Мендосе — а завершались выводом: 
Нет порядка ни в одной из частей страны, тревога и всеобщее возбуждение, хоть и медленно, но нарастают вновь. Хвалёная реорганизация страны всё ещё проблематична. Иногда кажется, что восстановление порядка, мира и гармонии идёт вспять. Искусству перестраивать не обучаются, разрушая!
8 июня 1863 года Хосе Эрнандес вступил в брак с Каролиной-Росой Гонсалес де Соляр, от которой в дальнейшем у него родилось 8 детей. Первые трое родились в Паране, остальные — в Буэнос-Айресе. На жизнь Хосе зарабатывал куплей-продажей земель, а также имел жалованье в те времена, когда имел работу… Газета «El Argentino» была основана Эрнандесом в 1863 году, после заключения им брака. 12 ноября того же года журналиста потрясло убийство генерала-федералиста Пеньялоса, чья голова была выставлена на площади города Ольта, в провинции Ла-Риоха. Событие оказало на Эрнандеса такое влияние, что он не раз обращался к этой теме в редакторских статьях своей газеты. В течение месяца после казни лидера Ла-Риохи, Эрнандес посвящал ему статьи, которые впоследствии объединены были в цикл «Жизнь Чачо или Штрихи биографии генерала Анхеля Пеньялоса». В этих статьях, хотя и указаны неизвестными обстоятельства гибели доблестного вождя, — но однозначно просматривается обвинение в его смерти как партийных унитариев, так и сотрудничавшего с ними литератора и офицера Доминго Сармьенто. А изменивший федерализму генерал Уркиса «деликатно» предупреждается о подобном же конце… В конце 1863 года «Аргентинец» перестал выходить. Эрнандес улаживал в Энтре-Риос свои финансовые дела.

После начала Войны с Парагваем в 1864 году, Эрнандес переехал в провинцию Корьентес, где брат его жены — Мелитон Гонсалес де Соляр — занимался врачебной практикой. Эрнандес был назначен Временно исполняющим обязанности государственного налогового инспектора вместо отказавшегося от должности доктора Томаса Лукэ. Более того, он начал сотрудничать в газете «El Eco de Corrientes». Случилось это в 1866 или в 1867 году, когда он стал сотрудником Национальной Библиотеки. В 1867 г. Эрнандес вступил в корьентесскую масонскую ложу «Constante Union». В 1868 г. возглавил «El Eco de Corrientes». На страницах «Эха» он дважды в месяц вступал в дебаты с газетой противоположного политического направления, которая посвящала ему свои строки как человеку публичному. Эрнандес подписывался полным именем или инициалами J. H. Последний выход газеты был 26 мая 1868 года: на следующий день был свергнут губернатор Эваристо Лопес, а его министры подверглись преследованию. Эрнандес вынужден был отказаться от инспекторской должности, а также оставить преподавание грамматики в колледже Святого Августина. Эрнандес переехал в Росарио, крупный город и речной порт провинции Санта-Фе, где Овидий Лагос, известный аргентинский журналист, предложил ему сотрудничать в своей газете «La Capital de Rosario». Которая была основана в поддержку проекта политика Мануэля Кинтаны учредить в этом городе столицу республики Аргентина — и в поддержку кандидатуры Мариано Кабаля (федералиста, основателя Банка-Росарио) как будущего губернатора провинции Санта-Фе. Основатель газеты Овидий Лагос, также как Эрнандес, сражался на стороне федералистов… Статьи Эрнандеса появлялись с подписью J. H.; первая вышла 20 июня и называлась «События в Корьентес и анархическая пресса». Статья анализировала проблему законности в провинции. Законность была нарушена переворотом, в результате которого был свергнут губернатор Эваристо Лопес, и который организовал не кто иной, как Бартоломе Митре, президент республики Аргентина. В последующих статьях Эрнандес отстаивал перенос столицы республики за пределы Буэнос-Айреса, в частности, в Росарио: 
Власть Буэнос-Айреса, будучи грозой для всех провинций, будет поддерживать только одну, в силу её близости Национальному Правительству, которое будет подвергаться влиянию её провинциальных властей и действовать в интересах только этой территории. Столица в Росарио могла бы дать всем нам удобное решение вопросов, которые разделяют и волнуют нас до сегодняшнего дня. Если Буэнос-Айрес не даёт никаких выгод ни одной из провинций, то он превращает в руины всю остальную страну. Если бы даже было возможным нелепое сосуществование в Буэнос-Айресе двух правительств, Национального и Провинциального, то само это сосуществование привнесло бы дублирование такой природы, которая превращает его в абсурд, в политическую экстравагантность!

Сотрудничество Эрнандеса с газетой было ежедневным вплоть до 21 июля, когда он переехал в Буэнос-Айрес. 23 июля 1868 года Овидио Лагос посвятил ему прощальную статью в газете: 
Этот видный господин, друг и политический единоверец, уехал вчера в Буэнос-Айрес. Пусть счастливым будет его путь и спокойным пребывание в огромном городе. Сеньор Эрнандес, проживая в Корьентес, работал там в прессе, поддерживая всегда свободу и добрые идеи. Независимый от наших забот, он излагал их, тем не менее, с воодушевлением и знанием дела, так несвойственным всем нам.
Странник не по своей воле, из-за преследований осевший временно в Росарио, он подарил «Столице» выдающиеся статьи, которые донесли слово правды о нашей политической ситуации до сердца народа.
В октябре 1868 года к власти пришёл первый официально беспартийный, но яростно поддерживавший идеи унитариев, президент Доминго Фаустино Сармьенто. В пику ему, Эрнандес на страницах газеты «El Río de la Plata» поддерживал республиканский федерализм, доказывая, что благая идея была предана лукавым и трусливым Уркисой. Хосе-Рафаэль Эрнандес предложил схему мирной колонизации Патагонии путём распределения нарезанных участков земли — вместо военного захвата. И это в то время, когда в стране набирал обороты механизм призыва, чтобы формировать охрану границ. Считается, что Эрнандес был первым писателем, который заклеймил позором широко практиковавшиеся в те годы «отправки гаучо на границу». Когда всех «подозрительных лиц» (по преимуществу, бродяг-гаучо) посылали сражаться против индейцев Так президенты-унитарии Митре и его преемник Сармьенто «сталкивали лбами» две враждебные им этнические стихии… Начальники погранотрядов почти не выдавали насильственно мобилизованным гаучо ни ружей, ни патронов — и солдаты шли в бой, вооруженные, зачастую, только палками. Если, отчаявшись, кто-либо из этих несчастных пытался уйти из отряда, его объявляли «дезертиром». И расправлялись с ним «по всей строгости закона»…
Аргентинские унитарии были бесконечно далеки от того, что сейчас принято называть «политкорректностью». При Сармьенто в Буэнос-Айресе печатались карикатуры на гаучо, где эти мужественные скитальцы изображались со звероподобными (зачастую — крысоподобными) лицами… Что же касается издаваемой Эрнандесом «El Río de la Plata», то она старательно избегала как этнических, так и персональных нападок. Тем не менее, газета была закрыта 22 апреля 1870 года — и закрыта самим Эрнандесом — после убийства генерала Уркисы низвергнувшим его генералом Хорданом; в те же дни и президент Сармьенто отдал приказ о её закрытии!

### Под знамёнами Хордана: война и эмиграция
Эрнандес переехал в Энтре-Риос, где поддержал избрание генерала Рикардо Лопеса Хордана губернатором провинции после Уркисы, затем в январе 1871 года вступил в энтрерианское ополчение, сражался с вторгшимися в провинцию войсками Сармьенто. Вступил в Федеральную Партию, возглавляемую Лопесом Хорданом. В аргентинской историографии все три этапа Хорданистского движения, — как то:
- Свержение и убийство Уркисы,
- Избрание Хордана губернатором и
- Вооружённое сопротивление Буэнос-Айресским агрессорам -

принято называть «Последним Восстанием Гаучо». Это была попытка защитить автономию провинции Энтре-Риос от диктата унитариев. 26 января 1871 года гаучо были разбиты, а Эрнандес и Лопес Хордан эмигрировали в Бразилию. В Бразилии, в пограничном с Уругваем городке Санта-Ана-до-Либраменто, Эрнандес прожил с апреля 1871 года до начала 1872 года, затем выехал в Уругвай. В Монтевидео произошла историческая «встреча» двух великих федералистов, двух тёзок: Хосе Рафаэля Эрнандеса и Хосе Хервасио Артигаса. Последний ещё в 1850 году скончался изгнанником в Парагвае, а в 1856-м его останки вернули на родину и перезахоронили в Национальном Пантеоне. Стоя у могильного камня генерал-протектора Артигаса, Эрнандес прочёл скупые и торжественные слова: «Artigas: Fundador de la Nacionalitat Oriental».

### «Гаучо Мартин Фьерро»
Когда Сармьенто вдруг объявил амнистию хорданистам, — Хосе-Рафаэль Эрнандес вернулся из Уругвая в Аргентину. Одним из условий амнистии был запрет на проживание в Буэнос-Айресе. И его Эрнандес нарушил. Поселился на улице Талькауано, а затем в «Большом Отеле Аргентины», на перекрестке улиц Ривадабьи и 25 Мая. Изгнанник скрывался как раз напротив Дома Правительства!..

В отеле, на грубой коричневой бумаге записной книжки из маленького магазинчика, Эрнандес завершил набело некоторые поэмы о любви, а также семь песен, представляющих собою первую часть поэмы «Гаучо Мартин Фьерро». Главный герой поэмы назван в честь Мартина де Гуэмеса — предводителя кавалеристов-гаучо, героя Войны за Независимость Южной Америки, который остановил войска испанского короля на Северо-Востоке, в то время как Сан-Мартин, при поддержке Пуэйрредона, присоединился к кампании на Северо-Западе, перешагнув через Анды… Первая часть книги, известная как «Прибытие», публиковалась в журнале «Republica» отдельными главами, начиная с 28 ноября 1872 года. В дополнение к поэме было опубликовано письмо автора своему другу и редактору Хосе Мигенсу. Поэма представляет собой страстный протест против унижения и закабаления гаучо. Эрнандес взял под свою защиту эту нацию, не только подвергшуюся бесчеловечной эксплуатации, но и оказавшуюся под угрозой физического уничтожения в результате политики, проводившейся унитариями. Хосе Эрнандес отлил трагедию народа в металле своей поэзии. Он создал образ Мартина Фьерро — бродячего певца, который, подобно средневековым трубадурам, странствует из деревни в деревню, рассказывая о том, что близко сердцу любого гаучо. Вначале Мартин повествует о себе, вспоминает счастливую жизнь, которую когда-то вели вольные гаучо, вспоминает и принесенные солдатчиной страдания. Жизнь на границе — это побои, это каторжный труд и всевозможные лишения!. Выразительностью своего языка, богатого на образы, взятые из жизни, история несчастий Мартина Фьерро слилась с народными традициями и превратилась в национальную поэму, глубокую и тревожно прижившуюся в народном сознании вплоть до наших дней. 
Едва появившись, поэма стяжала огромный успех у народа! В два месяца распродано первое издание. В течение двух лет вышло 9 изданий. В 1886 напечатано 62 тысячи экземпляров. «Мартин Фьерро» превратился в товар витрины, поскольку его просили лавочники. Успех Эрнандеса, однако, состоялся только в испаноязычной Америке.
 — писал в 1945 году Мануэль Гальвес.

### Вторая эмиграция и возвращение Хосе Эрнандеса
Весной 1873 года Эрнандес возвратился в Уругвай — ибо 1 мая вспыхнуло Второе восстание хорданистов и его связь с мятежным генералом стала общеизвестной. 28 мая правительство Сармьенто объявило цену за головы мятежного вождя (100 000 песо) и его соратников, — Эрнандес в это время сопровождал армию Хордана в провинцию Энтре-Риос. К концу лета 1873-го Лопес Хордан оккупировал Энтре-Риос; правительство Сармьенто усилило давление на него и его соратников. Между тем, пути Эрнандеса и Хордана разошлись. Хосе Рафаэль Эрнандес покинул Энтрерианские пределы и, поскольку дорога в Буэнос-Айрес была ему теперь заказана, вновь обрёл убежище в Монтевидео. С 1 ноября 1873 г. Эрнандес возобновил журналистскую работу в газете «La Patria». А газета «La Politica» в Буэнос-Айресе (собственность Эваристо Карьего) воспроизводила все статьи Эрнандеса, публиковавшиеся в Уругвае.
9 декабря 1873 года смелый и безрассудный Лопес Хордан был разгромлен в битве при Дон-Гонзаго (Энтре-Риос); спасаясь бегством, он 25 декабря переплыл реку Уругвай. 10 марта 1874 года Эрнандес опубликовал в «La Patria» манифест, где фундаментально пересмотрел хорданистские позиции. Объяснил причины восстания прошлого года и его поражения в Битве при Дон-Гонзаго. Он ясно видел, что менялась жизнь вокруг. Страна, несмотря на чьи-то незаслуженные привилегии, становилась все более единой. Народ устал от постоянной войны. Через несколько месяцев Эрнандес решительно порывает с Хорданом по стратегическим соображениям…
1 января 1875 года перестала выходить «La Patria». Эрнандес возвратился в Буэнос-Айрес по амнистии президента Николаса Авельянеды — человека сложной судьбы: унитария по семейному воспитанию, личного врага Х. М. Росаса, — пересмотревшего, однако, многие концепции унитаризма. Через 3 года Эрнандес нашёл работу в Буэнос-Айресе. В 1878 году он объединился с Рафаэлем Касагемасом и открыл на паях книжный магазин «La Librería del Plata». А также вступил в масонскую ложу «Obediencia», членом которой состоял вплоть до самой смерти. И в том же году стал депутатом от своей родной провинции Буэнос-Айрес, а затем и сенатором. В 1879 г. участвовал в проекте освоения земель для строительства на них города Некочеа (провинция Буэнос-Айрес) и сотрудничал с Дардо Роча (губернатором провинции Буэнос-Айрес в 1881-84 годах) в проекте возведения провинциальной столицы — города Ла-Плата.
В конце своего президентства (1879 год) Авельянеда начал кампанию Покорения пустыни (Conquista del Desierto, Campana del Desierto), а именно — Центральной Пампы, на которой до этого обитали многочисленные индейские племена. Индейцам было предложено перейти на оседлый образ жизни, то есть возделывать какую-то часть принадлежавших им земель. Большинство племён не согласилось — и начало боевые действия. Campana del Desierto, которой руководил генерал Хулио Рока, сопровождались целым рядом жестокостей. Хосе Рафаэль Эрнандес воспринял эту кампанию как неизбежный итог прежней политики буэнос-айресских властей. К тому же, он был человеком весьма практическим. Поэтому — при всем сочувствии к индейцам — не мог не понимать, что выживание их полностью связано с их приспособлением к реалиям XIX века: к новым условиям жизни, к новому миру.
Основной костяк армии Рока составляли гаучо: не с палками в руках, как при Митре и Сармьенто, но вооружённые и экипированные надлежащим образом. И, хоть и не осуществилась мечта Хосе Артигаса о содружестве гаучо с индейцами, — но геноциду нации гаучо был положен конец. Индейские нации также получили шанс на выживание — в новых условиях, в контексте новых времён…

### «Возвращение Мартина Фьерро»
В 1879 году, когда книга «Гаучо Мартин Фьерро» уже была переиздана много раз, Эрнандес опубликовал продолжение — «Возвращение Мартина Фьерро» (с иллюстрациями Карлоса Кле́рисе). Обе части составляют единое произведение — «Мартин Фьерро» — обширную поэму аргентинских степей, которая является единственной в своем роде, поскольку описывает целую эпоху развития страны, объединяя лирическое, описательное, сатирическое и эпическое восприятие действительности и характеров в единую эпопею… Есть поэты, которых превозносят при жизни, а потом благополучно забывают. Есть поэты, которым на роду написано влачить жалкую жизнь — и быть превознесёнными после смерти… Хосе Эрнандесу повезло. Поэмы про Мартина Фьерро в первые же месяцы нашли массу поклонников и в аргентинской, и в уругвайской Пампе, и в элитных кварталах Буэнос-Айреса. Их сметали с прилавков, зачитывали до дыр, их цитировали и декламировали… 
Поэма использует некоторые фольклорные источники (диалоги гаучо, определенные комбинации строф), местные источники (аналогичные некоторым другим поэмам гаучо в прозе или стихах), произведения предшественников с их местным колоритом, непокорностью и экзальтацией персонажей, некоторыми стилистическими чертами, напоминающими произведения испанской литературы...
 — писал аргентинский филилог Лопрете (1978 г.).

Между тем, в апреле 1879 года Эрнандес получил неожиданное письмо от одного из своих читателей. Это был не кто иной, как экс-президент Аргентины Бартоломе Митре, сам успешно подвизавшийся на литературном поприще. Слог письма отличался неповторимым изяществом, цветистые похвалы политического врага сочетались с «конструктивной критикой» поэмы. 
«Мартин Фьерро» - это книга, завоевавшая право гражданства в литературе и в общественности Аргентины. (...) Это настоящая спонтанная поэма, нарезанное тесто из реальной жизни. (...) Бартоломе Идальго всегда будет Вашим Гомером! (...) Я думаю, впрочем, что Вы немного злоупотребили натурализмом, и местный колорит в стихах без меры. (...) Я не совсем согласен с Вашей социальной философией, которой наполнены глубины Вашей души. Это - горечь без корректирующей солидарности общества. Лучше примирить противоречия по любви. (...) Поздравляю Вас с уникальным успехом Вашей книги, о котором свидетельствуют многочисленные переиздания! Ваш соотечественник - Бартоломе Митре.
 — писал экс-президент своему политическому оппоненту…
В 1880 году, в компании с будущим президентом страны Иполито Иригоженом, Эрнандес основал Молодёжный Клуб Буэнос-Айреса, агитировавший в поддержку кандидатуры Хулио-Аргентино Рока, который и выиграл президентские выборы с большим перевесом. Такая поддержка со стороны Эрнандеса объясняется тем, что именно генерал Рока защитил президента Авежанеду в момент его избрания, когда Бартоломе Митре развернул против него войска. В 1880, будучи президентом Палаты Депутатов, Хосе Эрнандес защищал проект строго-федерального государства, по которому Буэнос-Айрес переставал быть столицей провинции. Во время мятежа 1880 года Эрнандес, вместе с поэтом Карлосом Гидо Спано, организовал помощь раненым с обеих сторон.
В том же 1880 году Национальная Исполнительная Власть вместе с Николасом Авежанедой, у которого завершался президентский срок, поставила под свою юрисдикцию территорию муниципалитета города Буэнос-Айрес. Разрыв политических связей столицы с той провинцией, где она была расположена, был постоянным требованием всех остальных провинций Аргентины, кроме самой провинции Буэнос-Айрес, которая энергично сопротивлялась потере своего исключительного положения среди других провинций в процессе формирования федерального национального государства. 6 декабря (в теперешний День Гаучо) 1880 года новый президент Рока официально объявил Буэнос-Айрес столицей республики, добившись согласия Законодательного Органа провинции (как то предписывал закон, выдвинутый им в сентябре того же года).

В 1881 г. Хосе-Рафаэль Эрнандес основывает федералистскую газету «El Rio de la Plata». На её страницах разоблачает тёмные плутни унирариев. 
Гаучо д. б. гражданином, а не парией, у него д. б. обязанности, но также и права, и его участь должна улучшаться путём его просвещения!
 — неизменно подчёркивал Эрнандес. В том же 1881 году Эрнандес вновь был избран сенатором своей провинции и написал «Инструкции землевладельцу». Книга говорит об экономических возможностях аргентинских полей, содержит ценные советы владельцу земли. Его брат Рафаэль утверждал по поводу этой публикации: 
Его непререкаемый авторитет в сельскохозяйственных делах явился причиной того, что правительство доктора Роча хотело доверить ему миссию изучения предпочтительных  животноводческих пород и методов Европы и Австралии, для чего он должен был проехать по миру с оплатой провинцией всех расходов путешествия и исследований. Ему предлагались ежемесячные выплаты в размере 17 тысяч песо в течение года и ставилась задача по возвращении представить информацию, которую правительство обязалось опубликовать. Столь привлекательной представлялась эта миссия, что распоряжение было обнародовано без консультации с избранником, который, узнав о нем из газет, предстал перед правительством, отклоняя подобную честь. Поскольку губернатор настаивал на том, что стране необходимо пособие для обучения созданию новых животноводческих хозяйств и содействию существующим, Эрнандес объяснил, что для этого совсем необязательны подобные траты, что европейская практика совсем неприменима к нашей стране из-за различных природных и производственных условий, что выведение пород не может быть однотипным с отдельными исключениями, поскольку зависит от климата и местонахождения выращиваемых пород, а также от изменений рынка сбыта. В конце концов, он сказал, что через некоторое время, не выходя из дома и не отягощая казну, напишет необходимую книгу. И, в самом деле, написал «Инструкции землевладельцу», которые отредактировал Касаваже. Приведенных там данных и методов достаточно для образования отличного мажордома или директора животноводческой фермы, а также для навыков контроля за персоналом со стороны хозяина.
 Советы, представленные в книге, полезны даже в настоящее время, с учётом изменившихся технологий, поскольку дают детальные планы ежедневных работ. И несмотря на это, в течение длительного времени книга была наименее известным трудом Эрнандеса.
Путешествие, предложенное Эрнандесу главой правительства, было затем предложено его брату Рафаэлю, который, уважая мнение брата, также отказался от предложения.
В 1885 г. Хосе Эрнандес снова был избран сенатором от провинции Буэнос-Айрес. Исполнял обязанности сенатора вплоть до своей кончины.

### Смерть и посмертная слава
Хосе Эрнандес скончался неожиданно в четверг 21 октября 1886 года, на своей вилле в Буэнос-Айресском районе Бельграно, на проспекте Санта-Фе (Святой Веры), 468, от сердечного приступа. Оставил вдову и восьмерых детей — в возрасте от семи до двадцати одного года. Его биографы едины во мнении, что последними его словами были: «Буэнос-Айрес! Буэнос-Айрес!» Одна газета в городе Ла-Плата написала о его смерти так: 
Умер сенатор Мартин Фьерро.
 Останки Хосе-Рафаэля Эрнандеса покоятся на элитном кладбище Реколета, в городе Буэнос-Айрес.
      
Есть поэты, которых благополучно забывают после смерти. Но Хосе Эрнандеса аргентинцы читают и перечитывают до сих пор. О нём спорят, его экранизируют, а роскошные издания «Гаучо Мартина Фьерро» принято дарить молодожёнам… Имя великого аргентинца-поэта носят район города Ла-Плата (столицы провинции Буэнос-Айрес), станция метрополитена города Буэнос-Айрес, а также улица района Бельграно, на которую выходит этот метрополитен. Носит его имя и станция железной дороги Генерал-Рока, которая уже не используется… 10 ноября, в день рождения Эрнандеса, в Аргентине установлен День Традиций, а 6 декабря, в день выхода первой части «Мартина Фьерро», празднуют День Гаучо. То, что не удалось автору в ходе политической борьбы, было достигнуто им посредством литературных произведений. Через поэзию он получил большой отклик на свои политические предложения, а Мартин Фьерро стал самым большим его вкладом в дело гаучо.

## Основные сочинения Хосе Эрнандеса
- Vida del Chacho, o Rasgos biográficos del general D. Angel V. Peñaloza, 1863. (Жизнь Чачо или Штрихи биографии генерала Анхеля Пеньялоса)
- Los treinta y tres orientales, 1867. (Тридцать три ориентала)
- El Gaucho Martín Fierro, 1872. (Гаучо Мартин Фьерро)
- La Vuelta de Martín Fierro, 1879. (Возвращение Мартина Фьерро)
- Instrucción del Estanciero, 1881. (Инструкции землевладельцу)